# Фотохромизм
Фотохромизм, или тенебресценция — явление обратимого изменения окраски вещества под действием видимого света, ультрафиолета. Воздействие света вызывает в фотохромном веществе атомарные перестройки, изменение заселённости электронных уровней. Параллельно с изменением цвета вещество может менять показатель преломления, растворимость, реакционную способность, электропроводимость, другие химико-физические характеристики. Фотохромизм присущ ограниченному числу органических и неорганических, природных и синтетических соединений.
Различают химический и физический фотохромизм:
- химический фотохромизм обусловлен внутри- и межмолекулярными обратимыми фотохимическими реакциями (таутомеризация, диссоциация, димеризация, цис-транс-изомеризация и др.);
- физический фотохромизм — результат перехода атомов или молекул из основного синглетного в возбуждённые синглетные или триплетные состояния. Изменение окраски в этом случае обусловлено изменением заселённости электронных уровней. Такой фотохромизм наблюдается при воздействии на вещество только мощных световых потоков.

## Природные фотохромы (тенебресценты)
- Содалит (хакманит) месторождения Илимоссак в Гренландии меняет цвет от фиолетового (на свежем разломе) до бледно-желтого, бледно-зеленого или бесцветного (после инсоляции). Механизм заключается в изменении электронного состояния соседствующих атомов серы. Длина волны максимума поглощения света меняется с 528 на 400 нм.
- Минерал тугтупит способен менять цвет от белого или бледно-розового до ярко-розового.

## Фотохромные материалы
Существуют следующие типы фотохромных материалов: жидкие растворы и полимерные плёнки, содержащие фотохромные органические соединения (спиропираны, дитизонаты и фталоцианины металлов, полициклические углеводороды и т. п.); силикатные и другие неорганические стекла с равномерно распределёнными в их объёме микрокристаллами галогенидов серебра, фотолиз которых обусловливает фотохромизм; кристаллы галогенидов щелочных и щёлочно-земельных металлов, активированные различными добавками (например, CaF2/La,Ce; SrTiO3/Ni,Mo).
Эти материалы применяются в качестве светофильтров переменной оптической плотности в средствах защиты глаз и приборов от светового излучения, светочувствительных регистрирующих сред в устройствах регистрации и обработки оптической информации и в лазерной технике.

#### Фотохромные линзы

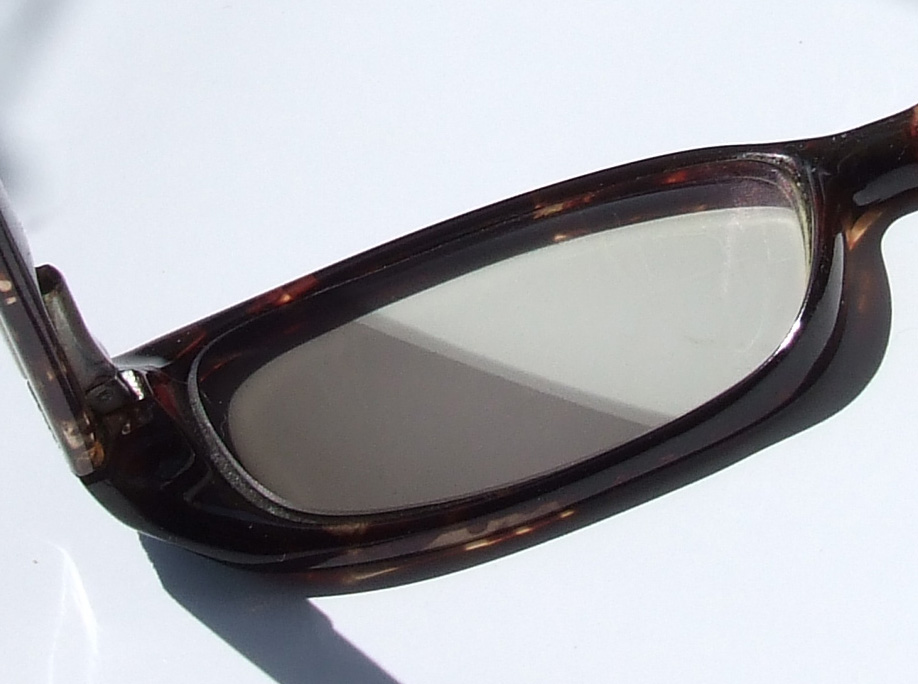
Фотохромная линза на свету, частично прикрытая бумагой. Между светлой и темной частями виден второй уровень цвета, так как фотохромные молекулы расположены на обеих поверхностях линзы.

Фотохромные линзы, иначе называемые «хамелеонами», темнеют от ультрафиолета. В помещении, где ультрафиолета нет, они постепенно светлеют.
Фотохромные линзы делают из стекла; поликарбоната и других пластмасс. Фотохромные линзы обычно темнеют в присутствии ультрафиолета и светлеют при его отсутствии меньше чем за минуту, но полный переход из одного состояния в другое происходит от 5 до 15 минут.